# Romulea viridibracteata
Romulea viridibracteata là một loài thực vật có hoa thuộc họ Diên vĩ. Đây là loài bản địa của Đèo Pakhuis thuộc tỉnh Tây Cape, Nam Phi.